# 2003年2月中国大陆

## 2月8日
- 经国家外汇管理局批准，即日起，延长中国外汇交易中心银行间外汇市场交易时间从过去的上午9:30至11:00延长为上午9:30至下午15:30，午间不休市。

## 2月9日
- 中国人民银行行长周小川出席在悉尼召开的国际清算银行亚太地区中央银行特别行长会议。周小川行长建议国际清算银行投入更多的资源研究、跟踪亚洲债券市场，争取在条件成熟时推出专门投资于亚洲国家本币债券的基金。

## 2月12日
- 财政部召开2003年国债承销团工作会议。会议决定，在国债发行中陆续推出新举措。

## 2月17日
- 中国人民银行总行批准，中国人民银行上海分行在温州市实行金融体制改革试点。改革的主要内容是：建立小额贷款营销制度；引导符合条件的民营、私营企业投资入股城市商业银行；试点组建股份制性质的农村商业银行；加大各类存贷款利率浮动幅度；成立中小企业投资（担保）公司；开展个人委托贷款业务。

## 2月20日
- 就中国人民银行在温州市率先进行试点，中共温州市委、温州市人民政府召开全市金融体制改革试点工作会议，市委书记李强进行动员部署[1]。

## 2月24日
- 中国证监会批复首批合格境外机构投资者（QFII）托管任职资格。获得首批QFII托管任职资格的有：中国工商银行、中国银行、中国农业银行、交通银行、中国建设银行、招商银行、渣打银行、汇丰银行、花旗银行。这些银行不仅能为QFII投资中国证券市场提供开立账户、资产保管、资金清算、信息咨询等服务，还可向监管机构提供必要的监管信息[2]。